# Mr. Dodd Takes the Air
Mr. Dodd Takes the Air ist ein US-amerikanischer Spielfilm von 1937, in dem Kenny Baker, Jane Wyman, Frank McHugh und Alice Brady die Hauptrollen spielen. Die Regie lag bei Alfred E. Green. Dem Drehbuch von Haines und Ryan liegt Clarence Budington Kellands Geschichte „The Great Crooner“ zugrunde.

## Handlung
Als Hiram P. Doremus, Präsident von Morpheus Matratzen, den 23-jährige Elektriker Claude Dodd aus der kleinen Stadt Pewamo auf dem lokalen Strawberry Festival singen hört, fasst er den Entschluss, ihn in New York in seiner Show als „Mister Bariton“ vorzustellen. Doremus ist einer der Sponsoren der Metropolitan Rundfunkübertragungen und als solcher der Meinung, mit Dodd gutes Geld machen zu können. Vor seiner Reise nach New York muss Dodd sich jedoch einer kleinen Operation wegen einer Angina unterziehen. Der Arzt bedeutet ihm, seine Stimme einige Zeit zu schonen. Als Dodd dann in New York ist und wieder singen darf, stellt sich zu Doremus großer Bestürzung heraus, dass Dodd vom Bariton zum Tenor geworden ist. Doremus, der Tenöre nicht mag, ist empört und meint, Dodd habe ihn getäuscht und setzt den jungen Mann an die Luft. Dodd jedoch hat bereits ein Publikum gefunden, das ihn liebt. Auch Marjorie Day, eine Sekretärin der Metropolitan Broadcasting Company, setzt sich für ihn ein und hilft ihm, einen gut dotierten Vertrag zu bekommen und bald schon umfasst sein Fanclub mehr als 217.000 Mitglieder. In der Folgezeit hat Dodd viele große Auftritte, was dazu führt, dass er auch einmal eine kleine Pause benötigt, die er mit Marjorie verbringt. Dabei versieht er bei einer Reparatur, er ist ja gelernter Elektriker, Marjories Radiogerät mit einer von ihm entwickelten Vorrichtung, die bisher noch nicht patentiert ist. Das eher günstige Gerät hat dadurch einen ganz neuen Klang, so als sei es ein teures Gerät. Marjorie möchte, dass er sich um ein entsprechendes Patent bemüht. Dodd jedoch durchschaut die Machenschaften der blonden Jessica Stafford nicht, die sich an ihn herangemacht hat und ihn verführen will, um dann seine Erfindung zu stehlen. Jessica ist es auch, die Dodd die Opern-Primadonna, Madame Sonya Moro, vorstellt, die ihn unter ihre Fittiche nehmen will. Jessica arbeitet mit einem Jim Lidin zusammen und macht Dodd weis, dass Marjorie mit Lidin im Bunde sei, und beabsichtige, seine Erfindung gewinnbringend zu verkaufen. In der Folgezeit kommt es zu weiteren Verwicklungen in deren Folge Marjorie ihren Job verliert. Als Dodd der jungen Frau daraufhin seine Liebe beteuert und ihr einen Antrag macht, holt Jessica zu einem weiteren Schlag aus und hält Dodd das auf Marjories Namen beantragte Patent seiner Erfindung unter die Nase. Es gelingt Marjorie nicht, Dodd davon zu überzeugen, dass sie das nur zu seinem eigenen Schutz getan habe. Er verlässt sie mitsamt der triumphierenden Jessica. Entnervt von weiteren Zwistigkeiten muss sich Claude Dodd erneut einer Operation unterziehen. Seine Stimmlage ist nun wieder die eines Bariton. Im Krankenhaus besuchen ihn sowohl Jessica als auch Sonya Moro, die beide behaupten, mit ihm verlobt zu sein. Dodd will jedoch keine von ihnen heiraten. Seinem Vertrag entzieht er sich, indem er vorgibt, dass er nicht in der Lage sei zu singen, da er Luftprobleme habe. Wieder zurück in seiner Heimatstadt Pewamo spürt Marjorie ihn auf und gibt ihm das Patent für seine Erfindung, das auf seinen Namen ausgestellt ist. Claude schließt sie glücklich in die Arme und meint, dass er seine Stimme gar nicht verloren habe und singt für sie, nachdem sie ihm ihr Jawort gegeben hat.

## Hintergrund
Die Dreharbeiten fanden in den Warner Brothers Burbank Studios in Burbank in Kalifornien in den USA statt. Der Film hatte am 11. August 1937 Premiere in New York in den USA, am 21. August 1937 lief er dann allgemein in den Kinos der USA an. Weiter lief er im Jahr 1938 in Finnland und in Frankreich sowie 1939 in Dänemark an. In Deutschland und Österreich kam er nicht in die Kinos.
Clarence Budington Kellands Roman wurde 1932 vorab in der  Saturday Evening Post veröffentlicht. Kenny Baker, der die Hauptrolle in der Verfilmung übernahm, war ein beliebter Radio-Sänger im Programm des US-amerikanischen Entertainers Jack Benny, bevor er in diesem Film sein Schauspieldebüt gab. Jane Wyman lernte in dieser Zeit ihren zweiten Ehemann, den späteren US-Präsidenten Ronald Reagan, kennen.

### Musik im Film
(wenn nicht anders angegeben, Musik immer von Harry Warren, Text von Al Dubin)
- Am I in Love? (gesungen von Kenny Baker)
- Remember Me? (gesungen von Kenny Baker auf Mme. Moros Party)
- If I Were a Little Pond Lily (gesungen von Kenny Baker auf dem Strawberry Festival)
- Here Comes the Sandman (gesungen von Kenny Baker auf dem Strawberry Festival, bei seinem ersten Auftritt im Radio und im Nachtclub)
- The Girl You Used to Be (gespielt während des Vorspanns und gesungen von Kenny Baker auf der Bühne)
- I Know Now (gespielt während Dodd ins Studio geht und Marjorie sieht)
- When My Dream Boat Comes Home (Text von Cliff Friend und Dave Franklin, gespielt während Dodd das Radio repariert)
- Chicken Reel (volkstümlich, kurz während der ersten Szene gespielt)
- Poet and Peasant Ouvertüre (Ouvertüre zu „Dichter und Bauer“ von Franz von Suppè)
- With Plenty of Money and You (Hintergrundmusik in einer Szene)
- Smiles (Hintergrundmusik in einer Szene)
- The Lady Who Couldn’t Be Kissed (Hintergrundmusik in einer Szene)
- Without Your Love (Musik: Maurice K. Jerome, gespielt während der Cafeteria-Szene)
- Too Marvelous for Words (Musik: Richard A. Whiting, gespielt während der Cafeteria-Szene)
- Just a Quiet Evening (Musik: Richard A. Whiting, gespielt während der Cafeteria-Szene)
- Ever Since Eve (Musik: Maurice K. Jerome, Hintergrundmusik)
- Fifty-Second Street (Musik: Saul Chaplin, Hintergrundmusik)
- Born to Love (Musik: Maurice K. Jerome, gespielt im Radio)
- O Mio Fernando (La favorite, Oper von Gaetano Donizetti, gesungen von Alice Brady auf der Party)

## Kritik
Dave Sindelar von Movie of the Day Archives ist der Meinung, dass die beste Leistung des Films von Alice Brady in ihrer Darstellung einer „zickigen Primadonna“ komme, sie verkörpere diese mit „echtem Charme und einer Unerschütterlichkeit“, die für sich spreche. Der Musicalfilm selbst sei nur „oberflächlich interessant“ und wohl auch nur dann, wenn man ein „Fan von Kenny Baker“ sei, dessen „Gesangstalent sein darstellerisches übersteige.“

## Auszeichnungen
Auf der Oscarverleihung 1938 war „Remember Me?“  in der Kategorie „Bester Song“ (Musik: Harry Warren, Text: Al Dubin, Sänger: Kenny Baker) für den Oscar nominiert. Die Trophäe ging jedoch an Harry Owens für seinen Song „Sweet Leilani“ aus dem Film Waikiki Wedding.